# Pardal del desert

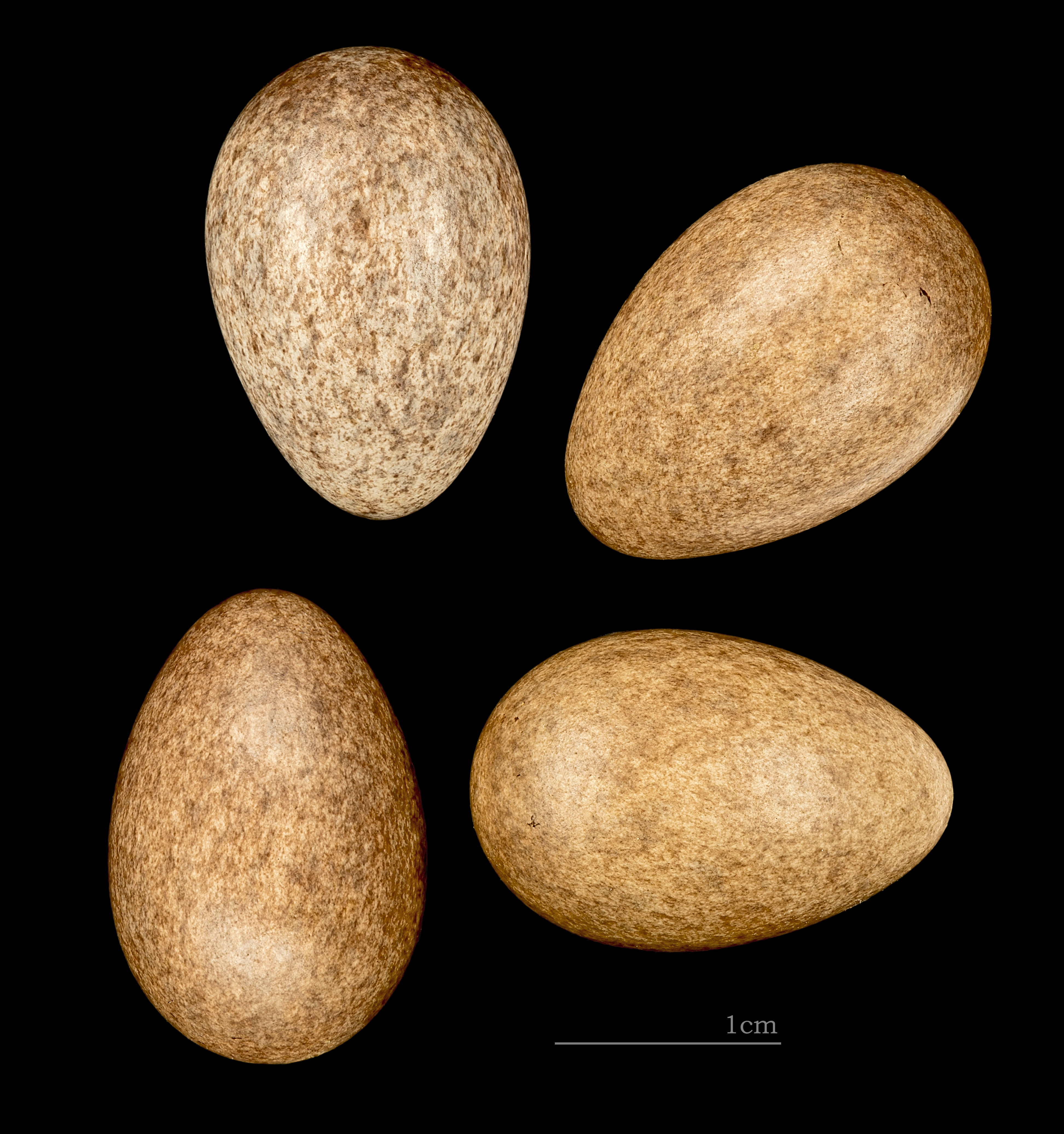
Passer simplex sahar

El pardal del desert (Passer simplex) és una espècie d'ocell de la família dels passèrids (Passeride) que habita deserts i ciutats, essent comensal de l'home a Mauritània, Mali, Nigèria, el Txad, sud-oest d'Egipte i centre del Sudan.